# Palle di Mozart

Confronto fra le principali e più note marche di Mozartkugeln

Le Palle  di Mozart (originale in tedesco Mozartkugeln), in origine chiamate Mozart-Konfekt, sono un tipo di cioccolatino creato a Salisburgo nel 1890 dal pasticciere austriaco Paul Fürst in onore del compositore Wolfgang Amadeus Mozart, a quasi un secolo dalla sua scomparsa.
Le Palle di Mozart originali continuano a essere rotte artigianalmente dalla pasticceria Fürst seguendo la ricetta tradizionale, per essere poi vendute nei loro negozi o via Internet. Poiché la stessa non ha registrato il prodotto, esistono tantissime imitazioni, perlopiù a livello industriale.

## L'origine
Il mastro pasticciere Paul Fürst originario della cittadina di Sierning nell'Alta Austria, giunto a Salisburgo nel 1884 aprì un proprio laboratorio artigianale al numero 13 di Brodgasse. Nel 1890 presentò al pubblico per la prima volta il Mozart-Konfekt, successivamente prodotto in grosse quantità e messo in commercio con il nome di Mozartkugel, Palla (pallottola) di Mozart. Il merito di Fürst fu soprattutto l'aver creato una pralina perfettamente rotonda in ogni suo punto che, presentata ad una mostra parigina nel 1905, vinse addirittura una medaglia d'oro.

### La ricetta originale
Le Palle di Mozart originali sono ancora oggi prodotte artigianalmente dalla pasticceria Fürst utilizzando la ricetta e il procedimento tradizionali: innanzitutto viene modellata una palla di marzapane al pistacchio ricoperta di crema gianduia che, in seguito, viene infilzata con un bastoncino di legno e immersa nel cioccolato fondente per copertura. Successivamente il bastoncino è posto in verticale su un supporto per consentire l'indurimento della pralina; una volta estratto da questa, si riempie il forellino con cioccolato fondente e si avvolge a mano la pralina così ottenuta con carta stagnola di colore argento e blu. In questo modo la pasticceria Fürst produce artigianalmente circa 1,4 milioni di Palle di Mozart in un anno, che possono essere conservate in locali climatizzati fino a otto settimane. 

## Il nome

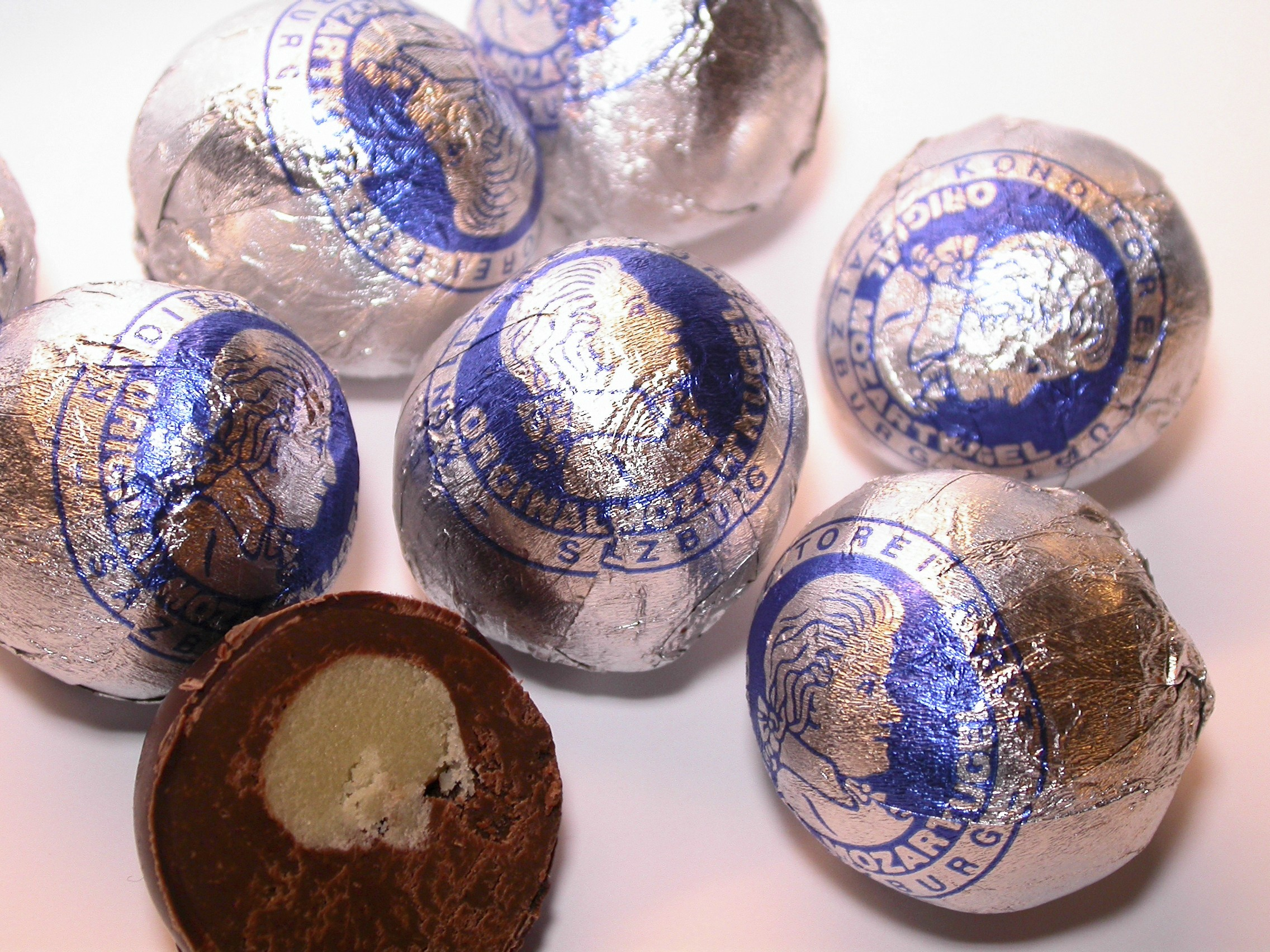
Classiche Mozartkugeln artigianali prodotte dalla pasticceria Fürst

### Origine del nome
La specialità inventata nel 1890 da Paul Fürst con il nome Mozart-Konfekt fu presto copiata da diverse pasticcerie della città come, a titolo esemplificativo, la Holzermayr e la Schatz, ancora oggi in attività. Quest'ultima, fondata nel 1880 da Carl Schatz, cominciò intorno al 1900 a commercializzare il prodotto come Mozartkugeln, un nome che si affermò velocemente in tutta Salisburgo.

### Diritti al nome
Le numerose imitazioni delle palle di Mozart portarono a una causa intentata da un successore di Paul Fürst, interessato più ai diritti sul nome che alla ricetta. I contrasti coinvolgevano inizialmente solo le pasticcerie di Salisburgo poi, successivamente, interessarono anche i concorrenti tedeschi. Alla fine si arrivò a un accordo: la concorrenza doveva accontentarsi di adottare nomi analoghi. 
Nel 1996 la causa tra Fürst e una filiale del gruppo svizzero Nestlé, che intendeva immettere sul mercato le Original Austria Mozartkugeln, si concluse con una sentenza di terzo grado: solo i prodotti della ditta Fürst potevano essere chiamati Original Salzburger Mozartkugeln.

## La produzione artigianale
Oltre alle Palle di Mozart della pasticceria Fürst, sono rinomate quelle prodotte sempre a Salisburgo dalla pasticceria Schatz, nelle vicinanze della piazza dell'università, e quelle della pasticceria Josef Holzermayr, fondata nel 1865, nella zona del mercato vecchio. Godono di buona fama anche le praline della pasticceria Dallmann, a circa 60 km dalla città, che seguono la ricetta originale e sono confezionate con carta argentata a stampa blu.

## I produttori industriali

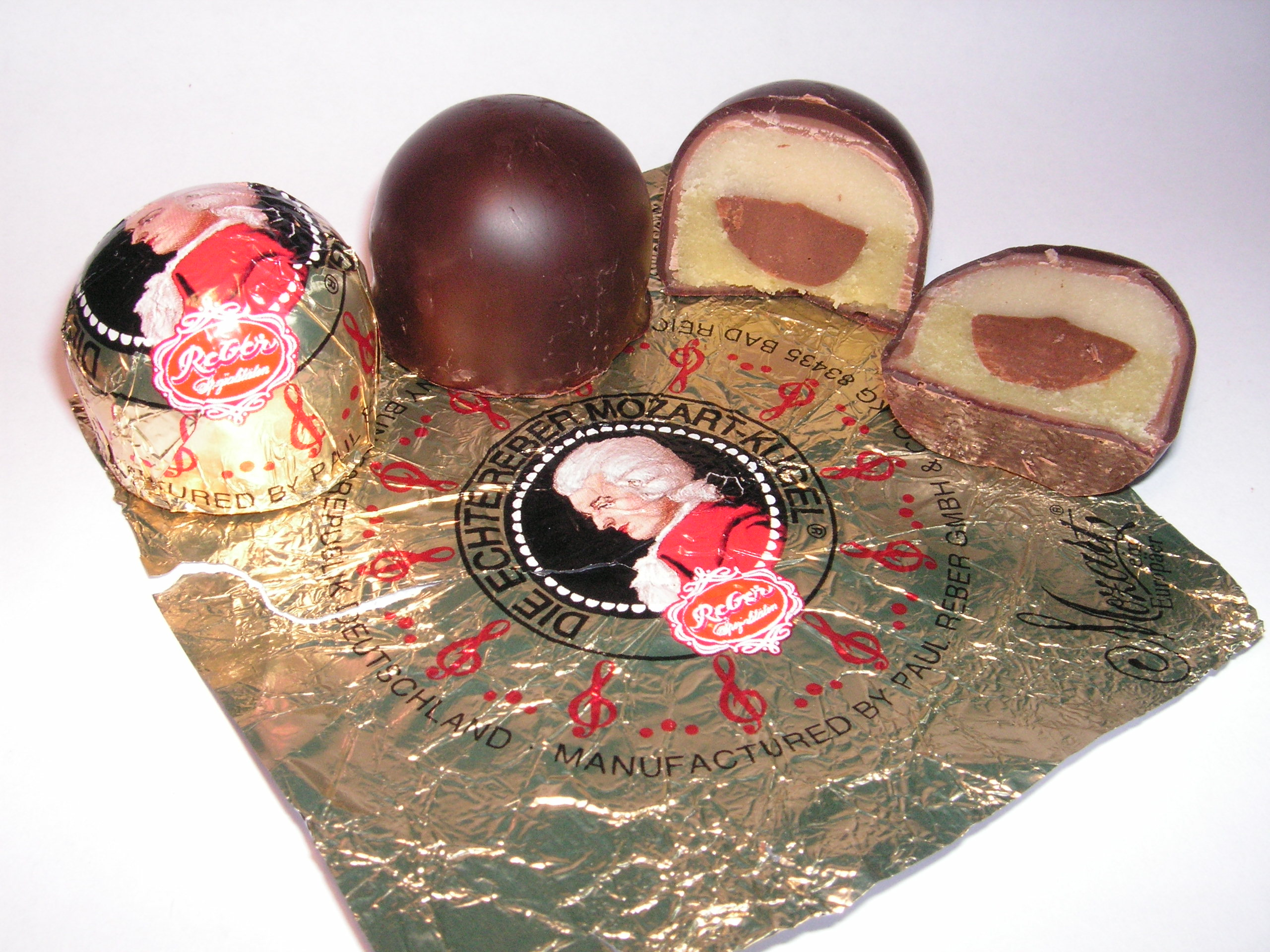
Mozartkugeln prodotte industrialmente da Reber

Poco dopo la presentazione parigina delle Palle di Mozart queste, diventate rapidamente popolari, furono presto imitate da altri pasticcieri di Salisburgo. Poiché Fürst non aveva registrato il prodotto, anche l'industria dolciaria, che si stava sviluppando proprio in quel periodo, cominciò a produrre questa apprezzata specialità. La stessa pasticceria Fürst afferma a proposito di due prodotti concorrenti: 
()
In effetti, la produzione industriale di queste praline non osserva la ricetta tradizionale ma si basa su delle varianti. Inoltre, le stesse sono di dimensioni più piccole e generalmente leggermente appiattite su un lato. Le Palle di Mozart della ditta salisburghese Mirabell hanno un cuore di marzapane verde all'interno di una crema gianduia, in parte scura e in parte chiara, mentre in quelle prodotte dalle viennesi Heindl, Victor Schmidt & Söhne, Hofbauer e Manner (quest'ultima li produce perlopiù a forma di cubetti anziché di praline sferiche), detta crema si trova al disotto del marzapane al pistacchio. Le praline della Hofbauer, appiattite alla base, sono commercializzate con due differenti involucri: rosso quando la copertura è al cioccolato fondente, blu quando è al latte. Anche le Palle di Mozart delle aziende tedesche Reber, Lambertz, Halloren contengono al centro crema gianduia ricoperta di marzapane alle mandorle da una parte e al pistacchio dall'altra e sono caratterizzate da una base decisamente piatta. Sia la Reber di Bad Reichenhall sia la Mirabell di Salisburgo precisano di non utilizzare nella loro produzione conservanti, coloranti né aromi artificiali.